# Plodove, Nîjnohirskîi
Plodove (în ucraineană Плодове) este un sat în comuna Mîtrofanivka din raionul Nîjnohirskîi, Republica Autonomă Crimeea, Ucraina.

## Demografie
Componența lingvistică a localității Plodove
     Rusă (83,77%)
     Tătară crimeeană (7,95%)
     Ucraineană (5,68%)
Conform recensământului din 2001, majoritatea populației localității Plodove era vorbitoare de rusă (83,77%), existând în minoritate și vorbitori de tătară crimeeană (7,95%) și ucraineană (5,68%).